# 八王子みなみ野駅

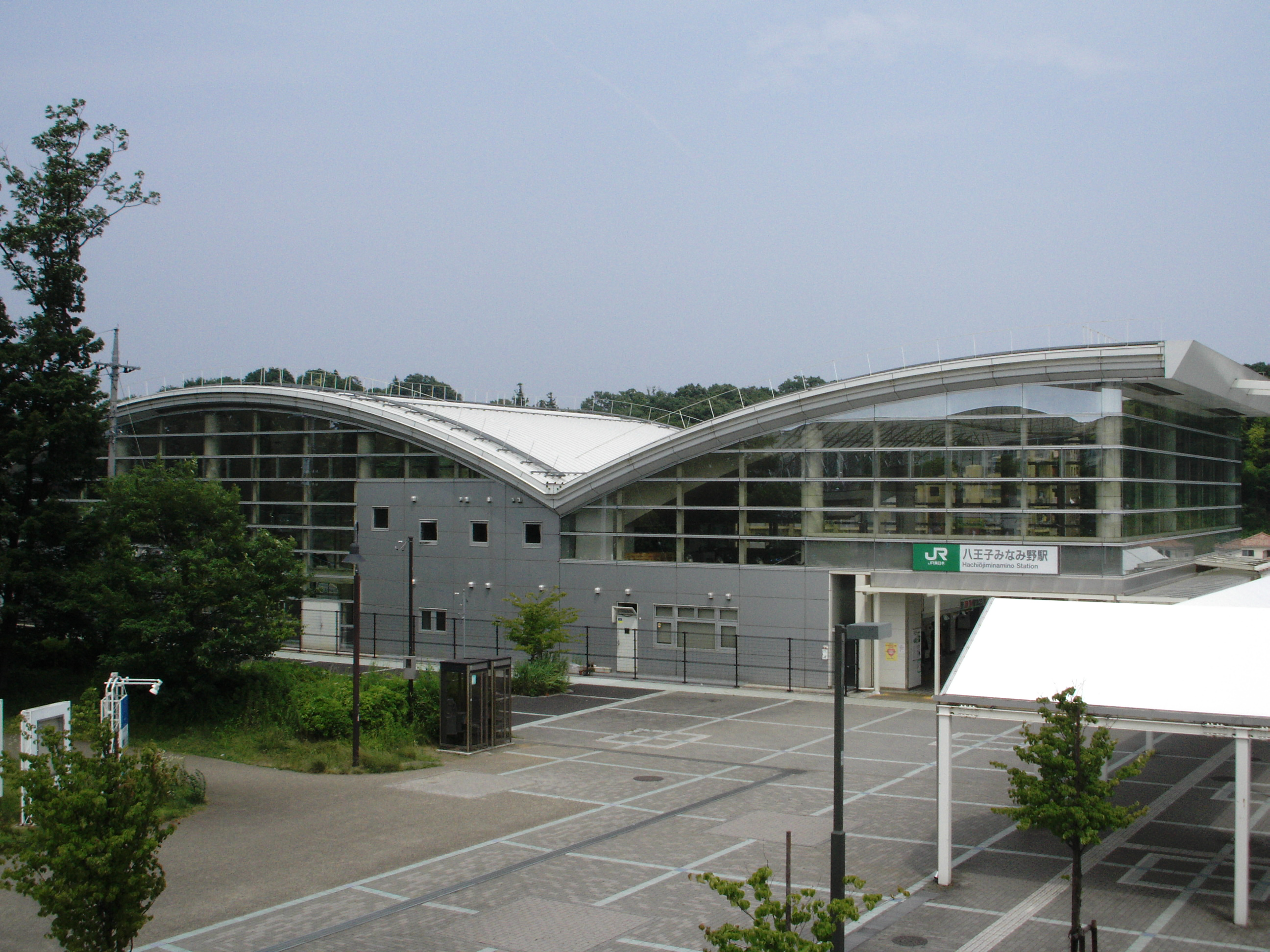
西口全景（2007年6月）

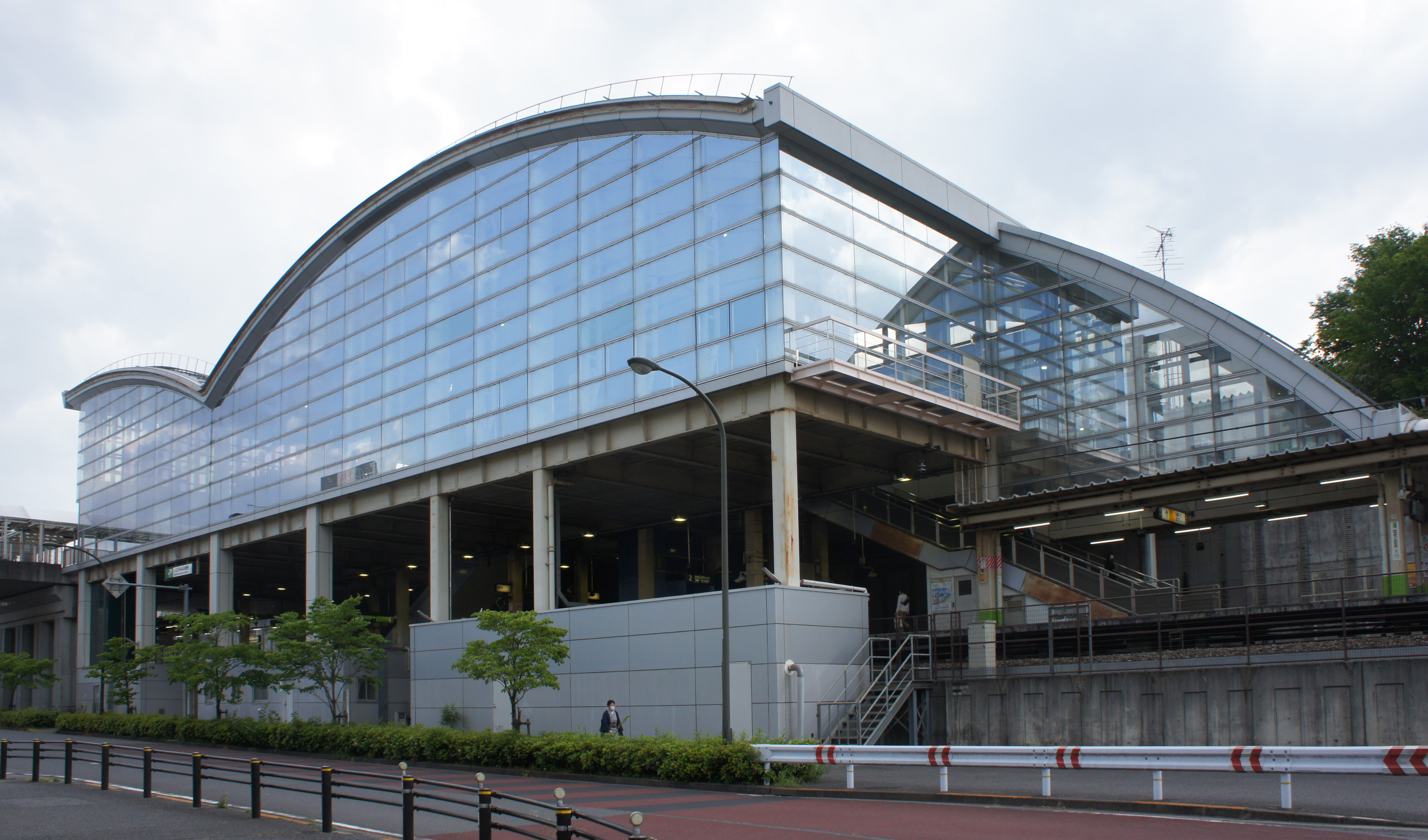
東口（2021年5月）

八王子みなみ野駅（はちおうじみなみのえき）は、東京都八王子市みなみ野一丁目にある、東日本旅客鉄道（JR東日本）横浜線の駅である。駅番号はJH 30。

## 歴史
横浜線内で最も新しく、駅西側に広がる住宅・都市整備公団（現・都市再生機構）が開発主導となったみなみ野シティ（八王子ニュータウン）の街開きに合わせて開業した駅である。駅舎・ホームの建設費は28億円で、住宅・都市整備公団が全額負担した駅である。開業により近隣に位置する東京工科大学をはじめとする多くの学校等で、通学の利便性が向上した。
なお、開業前の地名は宇津貫町で、仮駅名も「宇津貫」であった。開業前に市販されていた地図帳では「宇津貫駅（仮称）」のように記載されていたものもあった。

### 年表
- 1997年（平成9年）4月1日：開業[新聞 1]。開業当初より自動改札機を設置[4]。
- 2001年（平成13年）
  - 5月1日：駅員を狙った強盗致傷事件が発生（後に犯人2名は逮捕）。
  - 11月18日：ICカード「Suica」の利用が可能となる[報道 1]。
- 2021年（令和3年）6月30日：みどりの窓口の営業を終了[5][6]。
- 2022年（令和4年）3月11日：翌日のダイヤ改正により、相模線の朝夕八王子乗り入れを終了[報道 2]。
- 2025年（令和7年）度：スマートホームドアの使用を開始（予定）[報道 3]。

## 駅構造
島式ホーム1面2線を有する地上駅で橋上駅舎を有するが、崖線に沿って立地しているため崖下側となる東側には段差がある。西側は段差のない構造になっているが、バス・タクシー乗り場はさらに一段高いところにある。いずれもエスカレーターおよびエレベーターで連絡しており、開設時からバリアフリーに対応した駅である。駅舎外観はアラビア数字の「8」を横にしたイメージで、ガラス張りの外壁である。
八王子統括センター（八王子駅）管理の業務委託駅（JR東日本ステーションサービス委託）である。早朝は駅係員が不在となり客からの問い合わせに応じられない時間帯が存在したが、2014年（平成26年）2月2日より駅遠隔操作システム（現・お客さまサポートコールシステム）が導入され、インターホンを通じて案内することが可能となった。多機能券売機・指定席券売機・コインロッカー・証明写真・公衆電話・待合室が設置されている。

### のりば
| 番線 | 路線   | 方向 | 行先                     |
| ---- | ------ | ---- | ------------------------ |
| 1    | 横浜線 | 下り | 八王子方面               |
| 2    | 横浜線 | 上り | 橋本・町田・東神奈川方面 |

（出典：JR東日本:駅構内図）

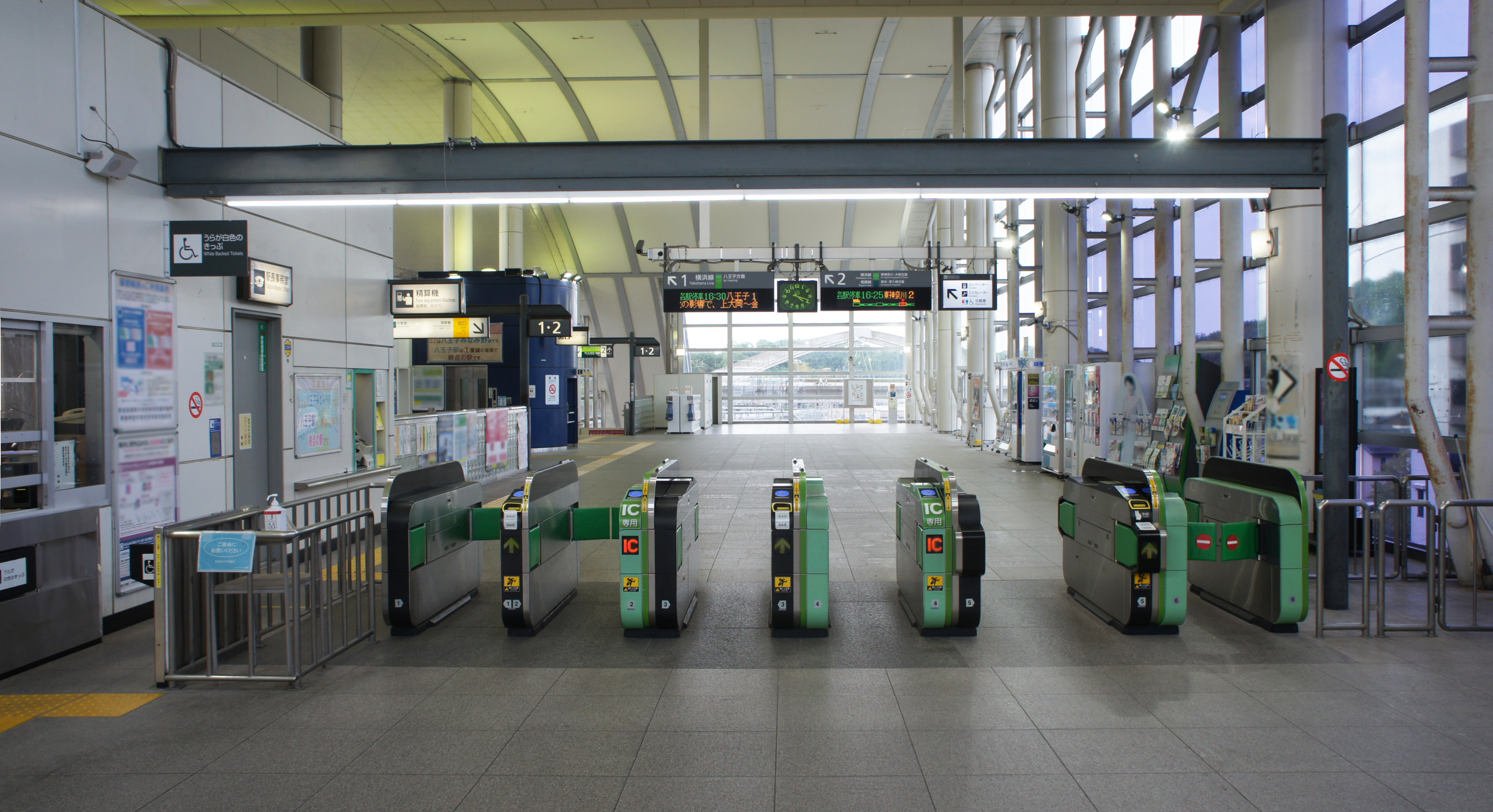
改札口（2021年5月）
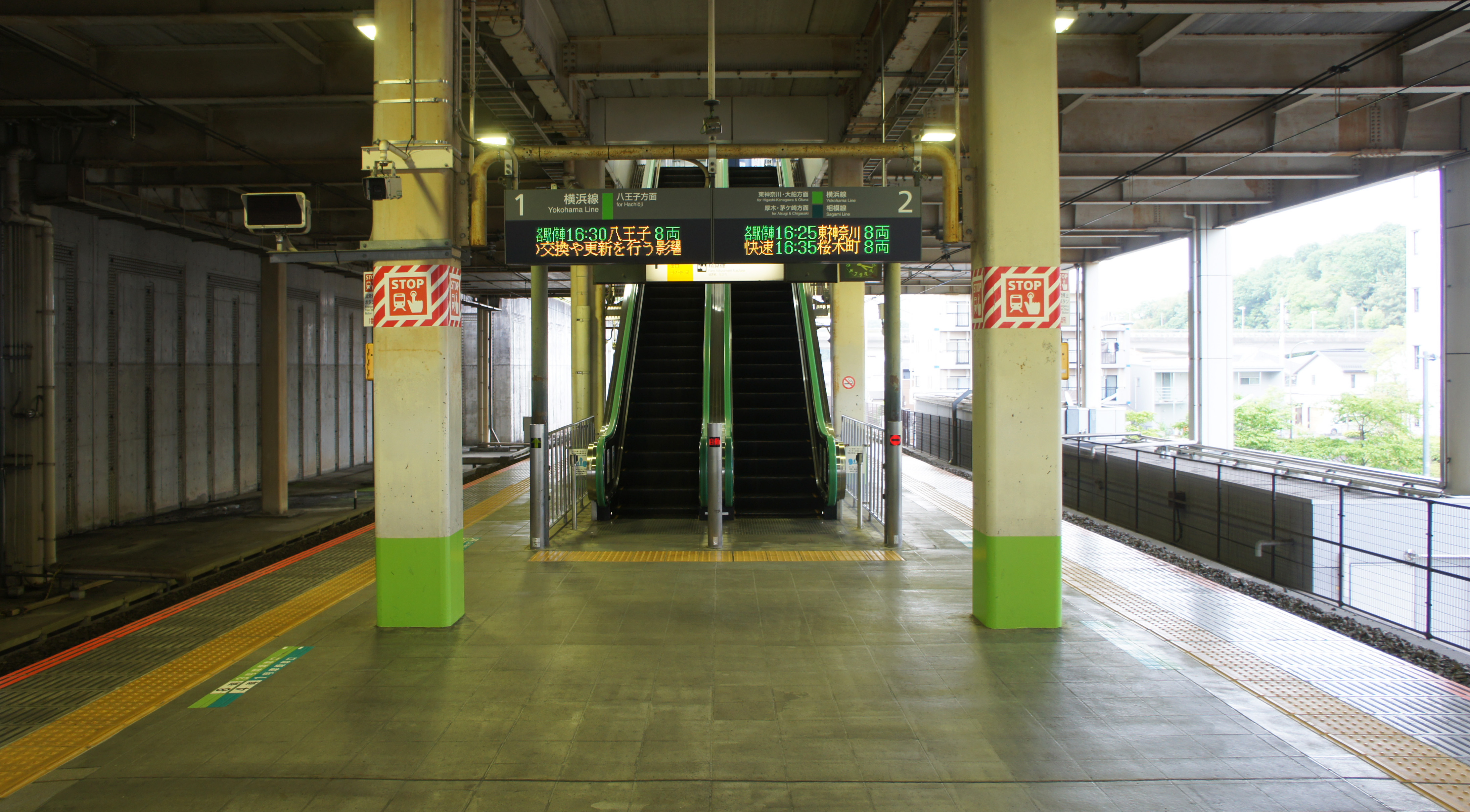
ホーム（2021年5月）

## 利用状況
2023年度（令和5年度）の1日平均乗車人員は16,943人である。
開業以降の1日平均乗車人員の推移は下表のとおりである。年度全体の乗車人員を365（閏日が入る年度は366）で除して1日平均乗車人員を求めており、計算で生じた小数点以下の値は切り捨てているため、定期外と定期の和は必ずしも合計と一致しない。
| 年度               | 1日平均乗車人員 | 1日平均乗車人員 | 1日平均乗車人員 | 出典     |
| 年度               | 定期外          | 定期            | 合計            | 出典     |
| ------------------ | --------------- | --------------- | --------------- | -------- |
| 1997年（平成09年） |                 |                 | 6,291           | [ * 1 ]  |
| 1998年（平成10年） |                 |                 | 7,244           | [ * 2 ]  |
| 1999年（平成11年） |                 |                 | 8,790           | [ * 3 ]  |
| 2000年（平成12年） |                 |                 | 10,070          | [ * 4 ]  |
| 2001年（平成13年） |                 |                 | 11,263          | [ * 5 ]  |
| 2002年（平成14年） |                 |                 | 12,225          | [ * 6 ]  |
| 2003年（平成15年） |                 |                 | 13,207          | [ * 7 ]  |
| 2004年（平成16年） |                 |                 | 14,423          | [ * 8 ]  |
| 2005年（平成17年） |                 |                 | 15,671          | [ * 9 ]  |
| 2006年（平成18年） |                 |                 | 16,888          | [ * 10 ] |
| 2007年（平成19年） |                 |                 | 18,088          | [ * 11 ] |
| 2008年（平成20年） |                 |                 | 18,566          | [ * 12 ] |
| 2009年（平成21年） |                 |                 | 18,791          | [ * 13 ] |
| 2010年（平成22年） | 4,594           | 14,605          | 19,200          | [ * 14 ] |
| 2011年（平成23年） | 4,536           | 12,232          | 16,769          | [ * 15 ] |
| 2012年（平成24年） | 4,718           | 12,069          | 16,787          | [ * 16 ] |
| 2013年（平成25年） | 4,895           | 12,544          | 17,439          | [ * 17 ] |
| 2014年（平成26年） | 4,958           | 12,476          | 17,435          | [ * 18 ] |
| 2015年（平成27年） | 5,123           | 12,836          | 17,960          | [ * 19 ] |
| 2016年（平成28年） | 5,111           | 12,879          | 17,991          | [ * 20 ] |
| 2017年（平成29年） | 5,260           | 13,096          | 18,356          | [ * 21 ] |
| 2018年（平成30年） | 5,314           | 13,407          | 18,721          | [ * 22 ] |
| 2019年（令和元年） | 5,203           | 13,491          | 18,695          | [ * 23 ] |
| 2020年（令和02年） | 3,695           | 9,550           | 13,245          |          |
| 2021年（令和03年） | 4,426           | 10,485          | 14,912          |          |
| 2022年（令和04年） | 4,950           | 11,339          | 16,289          |          |
| 2023年（令和05年） | 5,176           | 11,767          | 16,943          |          |

## 駅周辺

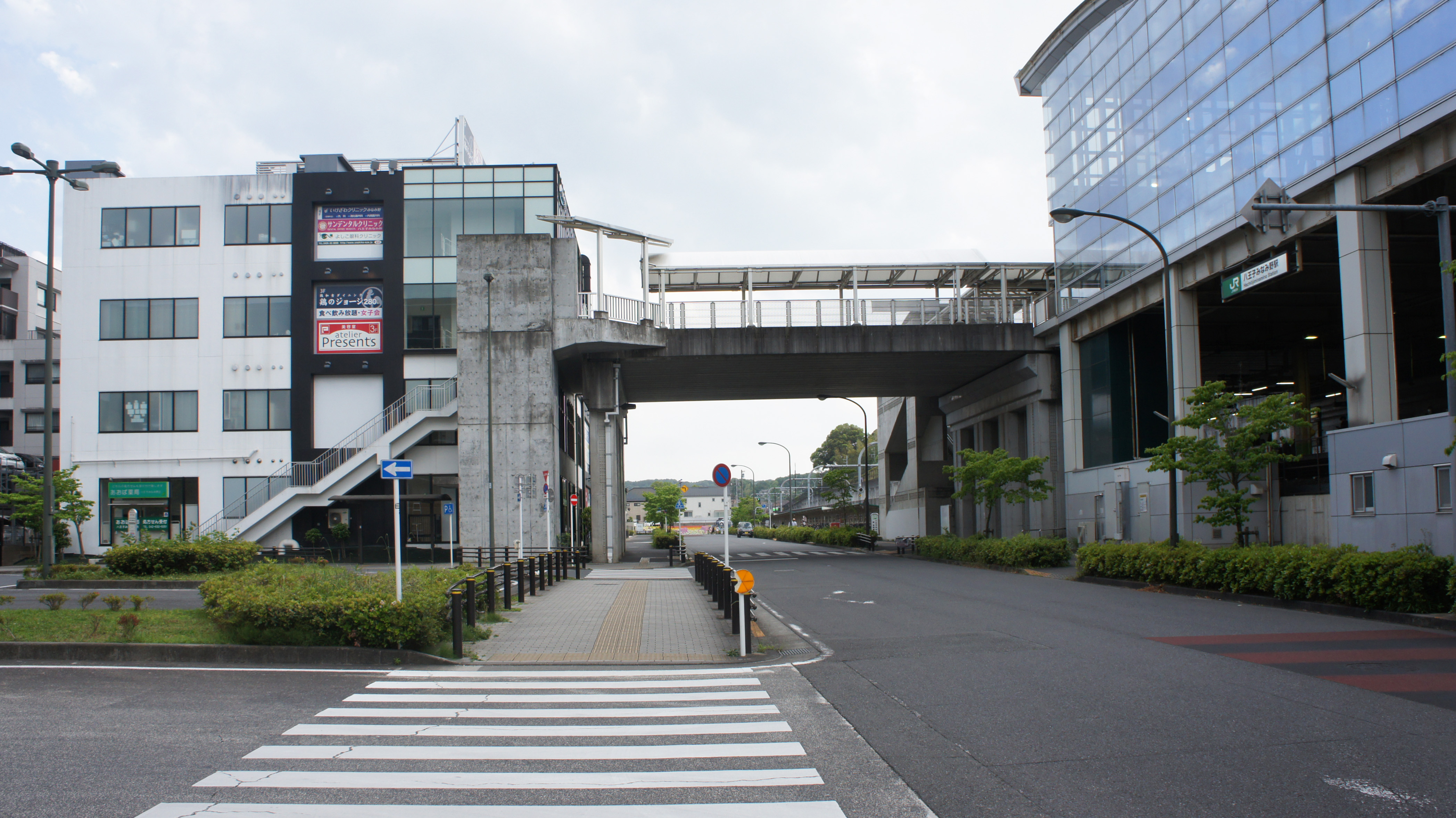
東口周辺（2021年5月）

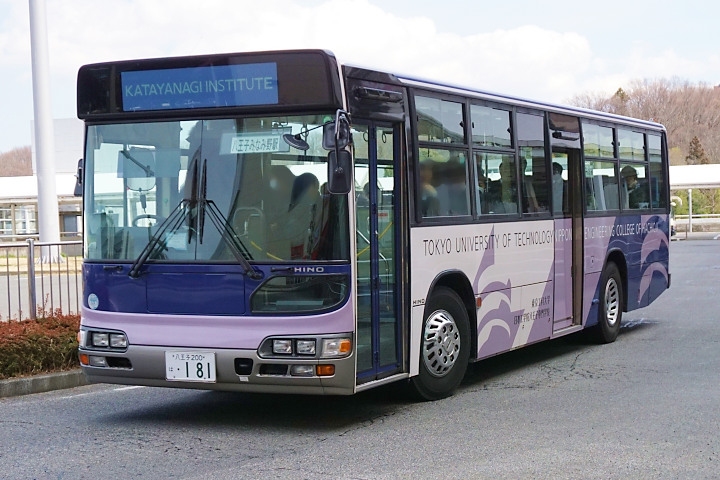
八王子みなみ野駅に乗り入れる片柳学園のスクールバス

駅西側には大型スーパーマーケットやホームセンター、郵便局などが立地し、それらと駅周辺にはマンションや新興住宅地「八王子みなみ野シティ」が広がっている。北側に架かる橋を東に進むと、国道16号に接続する。
駅西側のバスターミナルは、傾斜地を活用した2階構造であり路線バス・スクールバス・無料送迎バスの停留所とタクシー乗り場が2階部分、階下は駐輪場となっている。
駅東側は、駅開業から10年近く空き地だったが、駅直結プロジェクトとして大型マンション「レジデンシアみなみ野」と雑居ビル「ミクリスシティー」が2009年2月ごろに完成し、自家用車・タクシー用の駅東側ロータリーが整備された。駅からは東京工科大学の塔が見える。
- Mioみなみ野
- 三和
- ノジマ
- ニトリ八王子みなみ野店
- セカンドストリート八王子みなみ野店
- 山梨中央銀行
- アクロスモール八王子みなみ野
- フレスポ八王子みなみ野
- 八王子南郵便局
- 八王子消防署みなみ野出張所
- 地域子ども家庭支援センターみなみ野
- 八王子市立みなみ野保育園
- みなみ野さゆり保育園
- みなみ野敬愛保育園
- サンライズ幼稚園
- 八王子市立みなみ野小中学校
- 八王子市立みなみ野君田小学校
- 八王子市立七国小学校
- 八王子市立七国中学校
- 八王子市立片倉台小学校
- 八王子市立高嶺小学校
- 東京都立片倉高等学校
- 東京工科大学
- 日本工学院八王子専門学校
- 山野美容芸術短期大学
- 日本文化大学
- 日野オートプラザ

## バス路線
最寄り停留所は、駅西口ロータリにある「八王子みなみ野駅」となる。以下の路線が乗り入れ、京王電鉄バス八王子営業所、京王バス高尾営業所、京王バス南大沢営業所により運行されている。
この他、東京工科大学・日本工学院八王子専門学校、山野美容芸術短期大学のスクールバスがロータリー内に乗り入れている。
1番のりば（京王バス）
- 北06：北野駅南口行
- 八69：八王子駅南口行

2番のりば（京王電鉄バス）
- み04：みなみ野循環／閑道谷戸行

3番のりば（京王バス）
- み05：グリーンヒル寺田行

4番のりば（京王バス）
- み03：東京工科大学前行

## 付記
駅ホームの乗車位置目標に記された青と緑の「〜」のようなデザインは、前述の住宅・都市整備公団 八王子みなみ野シティの計画におけるシンボルマークである。

## 隣の駅
東日本旅客鉄道（JR東日本）
 横浜線
■快速・■各駅停車
相原駅 (JH 29) - 八王子みなみ野駅 (JH 30) - 片倉駅 (JH 31)

### 記事本文

##### 報道発表資料
1. ↑  “Suicaご利用可能エリアマップ（2001年11月18日当初）” (PDF).   東日本旅客鉄道. 2019年7月27日時点のオリジナルよりアーカイブ。2020年4月28日閲覧。
2. ↑  『2022年3月ダイヤ改正について』（PDF）（プレスリリース）東日本旅客鉄道横浜支社、2021年12月17日。オリジナルの2021年12月17日時点におけるアーカイブ。2021年12月19日閲覧。
3. ↑  『2025年度のホームドア整備計画について』（PDF）（プレスリリース）東日本旅客鉄道、2025年3月3日。2025年3月3日閲覧。
4. ↑  『首都圏の一部の駅に駅遠隔操作システムを導入します』（PDF）（プレスリリース）東日本旅客鉄道、2013年12月19日。オリジナルの2020年6月7日時点におけるアーカイブ。2020年6月11日閲覧。

##### 新聞記事
1. 1 2 3 4 5 6 7 8 9  “「八王子みなみ野」駅開業”. 交通新聞 (交通新聞社):  p. 7. (1997年4月4日)
2. ↑  “新しい街の核に JR常磐線に「ひたち野うしく駅」開業” (日本語). 朝日新聞 茨城版朝刊 (朝日新聞社). (1998年3月21日)

### 利用状況
1. ↑  東京都統計年鑑 - 東京都
2. ↑  統計八王子 - 八王子市

JR東日本の2000年度以降の乗車人員
1. ↑  各駅の乗車人員（2000年度） - JR東日本
2. ↑  各駅の乗車人員（2001年度） - JR東日本
3. ↑  各駅の乗車人員（2002年度） - JR東日本
4. ↑  各駅の乗車人員（2003年度） - JR東日本
5. ↑  各駅の乗車人員（2004年度） - JR東日本
6. ↑  各駅の乗車人員（2005年度） - JR東日本
7. ↑  各駅の乗車人員（2006年度） - JR東日本
8. ↑  各駅の乗車人員（2007年度） - JR東日本
9. ↑  各駅の乗車人員（2008年度） - JR東日本
10. ↑  各駅の乗車人員（2009年度） - JR東日本
11. ↑  各駅の乗車人員（2010年度） - JR東日本
12. ↑  各駅の乗車人員（2011年度） - JR東日本
13. 1 2 3  各駅の乗車人員（2012年度） - JR東日本
14. 1 2 3  各駅の乗車人員（2013年度） - JR東日本
15. 1 2 3  各駅の乗車人員（2014年度） - JR東日本
16. 1 2 3  各駅の乗車人員（2015年度） - JR東日本
17. 1 2 3  各駅の乗車人員（2016年度） - JR東日本
18. 1 2 3  各駅の乗車人員（2017年度） - JR東日本
19. 1 2 3  各駅の乗車人員（2018年度） - JR東日本
20. 1 2 3  各駅の乗車人員（2019年度） - JR東日本
21. 1 2 3  各駅の乗車人員（2020年度） - JR東日本
22. 1 2 3  各駅の乗車人員（2021年度） - JR東日本
23. 1 2 3  各駅の乗車人員（2022年度） - JR東日本
24. 1 2 3  各駅の乗車人員（2023年度） - JR東日本

東京都統計年鑑
1. ↑  東京都統計年鑑（平成9年）
2. ↑  東京都統計年鑑（平成10年） (PDF)
3. ↑  東京都統計年鑑（平成11年） (PDF)
4. ↑  東京都統計年鑑（平成12年）
5. ↑  東京都統計年鑑（平成13年）
6. ↑  東京都統計年鑑（平成14年）
7. ↑  東京都統計年鑑（平成15年）
8. ↑  東京都統計年鑑（平成16年）
9. ↑  東京都統計年鑑（平成17年）
10. ↑  東京都統計年鑑（平成18年）
11. ↑  東京都統計年鑑（平成19年）
12. ↑  東京都統計年鑑（平成20年）
13. ↑  東京都統計年鑑（平成21年）
14. ↑  東京都統計年鑑（平成22年）
15. ↑  東京都統計年鑑（平成23年）
16. ↑  東京都統計年鑑（平成24年）
17. ↑  東京都統計年鑑（平成25年）
18. ↑  東京都統計年鑑（平成26年）
19. ↑  東京都統計年鑑（平成27年）
20. ↑  東京都統計年鑑（平成28年）
21. ↑  東京都統計年鑑（平成29年）
22. ↑  東京都統計年鑑（平成30年）
23. ↑  東京都統計年鑑（平成31年・令和元年）